# Åsjön (Bodums socken, Ångermanland, 709766-154211)
Åsjön är en sjö i Strömsunds kommun i Ångermanland och ingår i Ångermanälvens huvudavrinningsområde. Sjön har en area på 0,141 kvadratkilometer och ligger 382,6 meter över havet. Sjön avvattnas av vattendraget Smulevattenån.

## Delavrinningsområde
Åsjön ingår i det delavrinningsområde (709618-154274) som SMHI kallar för Inloppet i Smulevattnet. Medelhöjden är 377 meter över havet och ytan är 12,28 kvadratkilometer. Det finns inga avrinningsområden uppströms utan avrinningsområdet är högsta punkten. Smulevattenån som avvattnar avrinningsområdet har biflödesordning 3, vilket innebär att vattnet flödar genom totalt 3 vattendrag innan det når havet efter 162 kilometer. Avrinningsområdet består mestadels av skog (85 procent). Avrinningsområdet har 0,14 kvadratkilometer vattenytor vilket ger det en sjöprocent på 1,1 procent.